# Metaxyllia
Metaxyllia là một chi bướm đêm thuộc họ Noctuidae.